# 필름페어상
필름페어상(힌디어: फ़िल्मफ़ेयर पुरस्कार, 영어: Filmfare Awards)은 타임스 그룹에서 인도 힌두어 영화 산업의 탁월한 업적에 수여하는 상이다. 시상식은 1954년 3월 21일에 처음으로 개최되었으며, 인도의 전통있는 영화 시상식 중 하나이다. 초창기에는 클레어상(the Clare Awards)이라고도 불렸다. 타임스 오브 인디아의 편집자였던 클레어 맨돈카(Clare Mendonca)의 이름에서 따온 것이다.

## 같이 보기
- 볼리우드
- 내셔널 필름 어워드